# گونتر اشنایدر
گونتر اشنایدر (به آلمانی: Günter Schneider) بازیکن فوتبال و هافبک اهل آلمان شرقی بود که از سال ۱۹۵۴ میلادی عضو تیم ملی فوتبال آلمان شرقی بوده‌است. وی در ۱ بازی ملی حضور داشته و در بازی‌های ملی‌اش گلی به ثمر نرساند. گونتر اشنایدر آخرین بازی ملی خود را در سال ۱۹۵۴ میلادی انجام داد.